# Une famille en morceaux
Pour plus de détails, voir Fiche technique et Distribution.
Une famille en morceaux (Story of a Girl) est un téléfilm dramatique coproduit et réalisé par Kyra Sedgwick, diffusé en 2017. Il s’agit de l’adaptation du roman Story of a Girl de Sara Zarr (2007), et du premier long métrage de l’actrice Kyra Sedgwick en tant que réalisatrice pour la télévision.

## Synopsis
Deanna Lambert a encore deux années de lycée à faire. Elle habite chez ses parents avec son frère aîné, qui s'est installé dans la cave de la maison avec sa petite amie et leur bébé de quelques mois. Mais la vie de Deanna est devenue un cauchemar depuis trois ans car une vidéo d'elle la montrant en plein ébat sexuel avec Tommy, un ami de son grand frère, à l'arrière d'une voiture alors qu'elle était âgée de 13 ans, a été diffusée sur les réseaux sociaux. Son père la méprise et elle subit les moqueries de ses camarades. Seuls Jason et Lee restent ses amis.
Alors qu'elle trouve un travail de serveuse dans une pizzeria, bien décidée à déménager dès qu'elle le pourra, elle découvre que Tommy travaille également dans cet établissement ...

## Fiche technique
- Titre original : Story of a Girl
- Titre français : Une famille en morceaux
- Réalisation : Kyra Sedgwick
- Scénario : Laurie Collyer et Emily Bickford Lansbury, d’après le roman Story of a Girl de Sara Zarr (2007)[1]
- Direction artistique : Cheryl Marion
- Costumes : Cynthia Ann Summers
- Photographie : Alar Kivilo
- Montage : Sabine Hoffman
- Musique : Travis Bacon
- Production : Emily Bickford Lansbury, Elizabeth Levine, Adrian Salpeter et Kyra Sedgwick
- Société de production : Random Bench Productions
- Société de distribution : Lifetime Television
- Pays d’origine :  Canada /  États-Unis
- Langue originale : anglais
- Format : couleur
- Genre : drame
- Durée : 90 minutes
- Dates de diffusion :
  - Royaume-Uni : 22 juin 2017 (Festival international du film d'Édimbourg)
  - États-Unis : 23 juillet 2017 sur Lifetime
  - France : 16 mars 2018 sur TF1

## Distribution
- Kevin Bacon (VF : Philippe Vincent) : Michael, le propriétaire homosexuel de la pizzeria Picasso
- Tyler Johnston : Tommy, l’ancien ami de Darren
- Sarah Grey (VF : Charlotte Campana) : Caitlin Spinelli
- Sosie Bacon (VF : Olivia Luccioni) : Stacey, la petite-amie de Darren
- Ryann Shane : Deanna Lambert
- Jon Tenney (VF : Bernard Lanneau) : Ray Lambert, le père de Deanna
- Caroline Cave (VF : Rafaèle Moutier) : Debbie Lambert, la mère de Deanna
- Maddie Phillips : Corvette Kelly
- Alison Wandzura : Fran Johnstone
- Andrew Herr (VF : Guillaume Bourboulon) : Jason, l’ami d’enfance de Deanna
- Iain Belcher : Darren Lambert, le frère de Deanna
- Michael Maize : M. North
- Naika Toussaint (VF : Alice Taurand) : Lee, la meilleure amie de Deanna
- Katerina Katelieva

## Production
L’histoire du premier long métrage de Kyra Sedgwick en tant que réalisatrice est adaptée du roman de Sara Zarr qui s’est inspirée de sa propre vie et de celle de ses amis : ce n’est donc pas une histoire vécue.

## Accueil
Festival et sorties
Une famille en morceaux (Story of a Girl) est sélectionné et présenté le 22 juin 2017 au festival international du film d'Édimbourg au Royaume-Uni.
Aux États-Unis, le réseau Lifetime diffuse le 23 juillet 2017. En France, le 16 mars 2018 sur TF1.